# Логвиненко, Владимир Алексеевич
Влади́мир Алексе́евич Логвине́нко (род. 1965) — российский предприниматель, сфера интересов которого, по его собственным словам, — «операции с недвижимостью, услуги юридическим лицам». Известен главным образом как обладатель трёх полотен кисти Рубенса, а также 3-метрового (предположительно авторского) повторения «Битвы Константина и Максенция» Дж. Романо. 

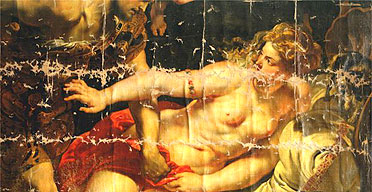
Фрагмент повреждённого полотна Рубенса «Тарквиний и Лукреция» из собрания Логвиненко

Логвиненко начал интересоваться искусством в 1999 году. Одним из его первых приобретений стала крупноформатная (187×214 см) картина «Тарквиний и Лукреция». Впоследствии экспертиза установила, что это полотно Рубенса, пропавшее в годы Второй мировой войны из потсдамского дворца Сан-Суси. Германская сторона настаивала на безвозмездном возвращении полотна в Потсдам, Логвиненко требовал отступного. На время разбирательства картину изъяла российская прокуратура. В 2004 году немецкий суд признал, что Логвиненко является добросовестным приобретателем полотна. Впоследствии Логвиненко приобрёл и выставил в Эрмитаже ещё две картины, приписываемые Рубенсу; скорее всего, это выполненные учениками копии с его полотен.
Помимо Рубенса, Логвиненко собирает средневековые русские иконы. Он единственный частный российский коллекционер, иконы из собрания которого иллюстрируют «Историю древнерусского искусства» В. Д. Сарабьянова и Э. С. Смирновой. Последняя датирует принадлежащую Логвиненко икону «Вознесение Ильи Пророка» рубежом XIII и XIV веков; иконы «Сошествие во ад» из села Пёлтасы и «Святитель Николай с житием» созданы несколькими десятилетиями позже. Со слов коллекционера, он передал из своей коллекции в Третьяковскую галерею икону «Богоматерь Одигитрия», написанную Дионисием в 1500 году, а в музей Андрея Рублёва — фрагмент рукописной книги «Лествица» Иоанна Лествичника 1510 года.
По сведениям газеты «Коммерсантъ», со времени реституционного скандала Логвиненко не оставлял попыток продать «Тарквиния и Лукрецию», однако ввиду рискованности вывоза полотна за границу, где его могут конфисковать, подготовка данной сделки потребовала крупных денежных вложений. Логвиненко убедил оказать содействие экс-вице-президента «Роснефти», который в счёт будущей продажи перечислил на его расчётный счёт 5 млн евро. После того как сделка по продаже не состоялась, бизнесмен в ноябре 2010 года подал на Логвиненко в суд, требуя вернуть ему данную сумму.

## Награды
- Благодарность Министра культуры Российской Федерации (4 марта 2004 года) — за активную меценатскую деятельность и большой вклад в развитие отечественного собирательства произведений мировой культуры[7].

## Cм. также
- Тарквиний и Лукреция (картина Рубенса)